# Susana Lachele
Susana Lachele (10 de julio de 2000) es una deportista de Polonia que compite en atletismo. Ganó una medalla de bronce en el Campeonato Europeo de Atletismo Sub-20 de 2019, en la prueba de 4 × 400 m.